# Nowe Horyzonty
Nowe Horyzonty (Pools voor "nieuwe horizonten", voorheen Era Nowe Horyzonty) is een internationaal filmfestival dat sinds 2001 jaarlijks in de maand juli wordt georganiseerd in de Poolse stad Wrocław.
Het filmfestival duurt elf dagen.

## Geschiedenis
- 1ste – 19-30 juli 2001, Sanok
- 2de – 18-28 juli 2002, Cieszyn
- 3de – 17-27 juli 2003, Cieszyn
- 4de – 22 juli-1 augustus 2004, Cieszyn
- 5de – 21-31 juli 2005, Cieszyn
- 6de – 20-30 juli 2006, Wrocław
- 7de – 19-29 juli 2007, Wrocław
- 8ste – 17-27 juli 2008, Wrocław
- 9de – 23 juli-2 augustus 2009, Wrocław
- 10de – 22 juli-1 augustus 2010, Wrocław
- 11de – 21-31 juli 2011, Wrocław
- 12de – 19-29 juli 2012, Wrocław
- 13de – 18-28 juli 2013, Wrocław